# The Album (album av Blackpink)
The Album är det första studioalbumet av den sydkoreanska tjejgruppen Blackpink, utgivet den 2 oktober 2020 av YG Entertainment och Interscope Records. Det är gruppens första fullängdsskiva sedan deras debut 2016. För albumet spelade Blackpink in över tio nya låtar och arbetade med en rad olika producenter, däribland Teddy, Tommy Brown, R. Tee, Steven Franks och 24. Åtta låtar kom med på den slutliga låtlistan, inklusive två samarbeten: "Ice Cream" med Selena Gomez och "Bet You Wanna", där Cardi B gästar. Albumet behandlar teman som kärlek och svårigheter med att växa upp. Musikaliskt sett har The Album kategoriserats som pop, R&B, hiphop, EDM och trap.

## Låtlista
| 1.           | How You Like That                 | Teddy Danny Chung                                                           | Teddy R. Tee 24                                                   | R. Tee 24                    | 3:00  |
| 2.           | Ice Cream (med Selena Gomez)      | Bekuh Boom Victoria Monét Teddy                                             | Tommy Brown Steven Franks Teddy Boom Monét 24 Gomez Ariana Grande | Brown Mr. Franks Teddy       | 2:55  |
| 3.           | Pretty Savage                     | Teddy Løren Vince Chung                                                     | Teddy 24 R. Tee Boom                                              | Teddy 24 R. Tee              | 3:19  |
| 4.           | Bet You Wanna (featuring Cardi B) | Ryan Tedder Melanie Fontana Belcalis Almanzar Torae Carr Jonathan Descartes | Brown Franks                                                      | Brown Franks Teddy           | 2:39  |
| 5.           | Lovesick Girls                    | Teddy Løren Jisoo Jennie Danny Chung                                        | Teddy 24 Jennie Brian Lee R. Tee Leah Haywood David Guetta        | 24 R. Tee                    | 3:12  |
| 6.           | Crazy Over You                    | Teddy Boom Chung                                                            | Teddy Boom 24 R. Tee Future Bounce                                | 24 R. Tee Future Bounce      | 2:41  |
| 7.           | Love to Hate Me                   | Chloe George Steph Jones Danny Chung                                        | Tushar Apte Rob Grimaldi 24                                       | Apte Grimaldi 24 Vince Teddy | 2:49  |
| 8.           | You Never Know                    | Løren Boom                                                                  | 24 Boom                                                           | 24                           | 3:49  |
| Total längd: | Total längd:                      | Total längd:                                                                | Total längd:                                                      | Total längd:                 | 24:28 |

| 1.           | How You Like That (Japanese version) | Teddy Danny Chung Co-sho                    | Teddy R. Tee 24                                            | R. Tee 24       | 3:00  |
| 3.           | Pretty Savage (Japanese version)     | Teddy Løren Vince Chung FanFan              | Teddy R. Tee 24 Boom                                       | Teddy 24 R. Tee | 3:19  |
| 5.           | Lovesick Girls (Japanese version)    | Teddy Løren Jisoo Jennie Danny Chung Co-sho | Teddy 24 Jennie Brian Lee R. Tee Leah Haywood David Guetta | 24 R. Tee       | 3:12  |
| 8.           | You Never Know (Japanese version)    | Løren Boom Sayumi Otomo                     | 24 Boom                                                    | 24              | 3:49  |
| Total längd: | Total längd:                         | Total längd:                                | Total längd:                                               | Total längd:    | 24:28 |